# Crotalaria dedzana
Crotalaria dedzana är en ärtväxtart som beskrevs av Roger Marcus Polhill. Crotalaria dedzana ingår i släktet sunnhampor, och familjen ärtväxter. Inga underarter finns listade i Catalogue of Life.